# Шарль Манту
Шарль Манту (фр. Charles Mantoux, фр.: [mɑ̃tu]; 14 березня 1877, Париж — 1947) — французький лікар та науковець, відомий завдяки винайденню епонімічного серологічного тесту на туберкульоз

## Життєпис
У 1904 році Шарль закінчив Паризький  університет, де одним з його вчителів були Поль Брока та відомий педіатр та патолог Віктор Ютінель. Манту спеціалізувався на венеричних захворюваннях, особливо на сифілісі.
У студентські роки він захворів на туберкульоз і в наступні роки у нього були рецидиви. Тому він не зміг працювати у клініці венеричних захворювань у Парижі. Через проблеми зі здоров'ям лікар переїхав у Канни. Але протягом тривалих періодів канікул, наданих пацієнтам в санаторіях, він мав змогу продовжувати працювати у Парижі.

## Внесок у медицину
У 1908 році він представив Французькій академії наук своє перше дослідження по реакціях на внутрішньошкірні ін'єкції і опублікував цю роботу в 1910 році. У наступні роки внутрішньошкірна проба замінила підшкірну пробу Пірке. На сьогодні саме пробу Манту продовжують використовувати в діагностиці, за необхідності диференціальної діагностики туберкульозу із саркоїдозом, іншими хворобами легень. Проте саму пробу винайшов Фелікс Мендель, тому саму пробу називають також пробою Менделя-Манту.
Манту розробив скринінговий тест на виявлення туберкульозу у худоби. Він використав його на конях та свинях. Також він досліджував на мурчаках можливість виявлення рівня прояву алергічної реакції.
Шарль Манту проводив радіологічні дослідження туберкульозу. У нього є роботи по туберкульозних гарячці та плевриту. Він один з перших застосовував штучний пневмоторакс для лікування легеневого туберкульозу та досліджував його ефект на каверни.
Ці та інші внески в науку були зроблені далеко від великих університетів та інститутів.